# Brunosee
Der Brunosee liegt auf der Grenze zwischen den Städten Castrop-Rauxel und Dortmund in Nordrhein-Westfalen. Er ist Teil des Naturschutzgebiets Beerenbruch.
Er ist 1950 durch Bergsenkungen entstanden.

## Flora und Fauna
Am Brunosee leben und brüten zahlreiche Wasservögel wie Zwergtaucher, Krick- und Löffelenten. An den Rändern ist er mit Röhrichten bewachsen, die Teichrohrsänger und Rohrammern beheimaten. Eingefasst ist der See von alten Waldbeständen mit zum Teil 110 bis 190 Jahre alten Bäumen.